# Mujeres de la Bauhaus

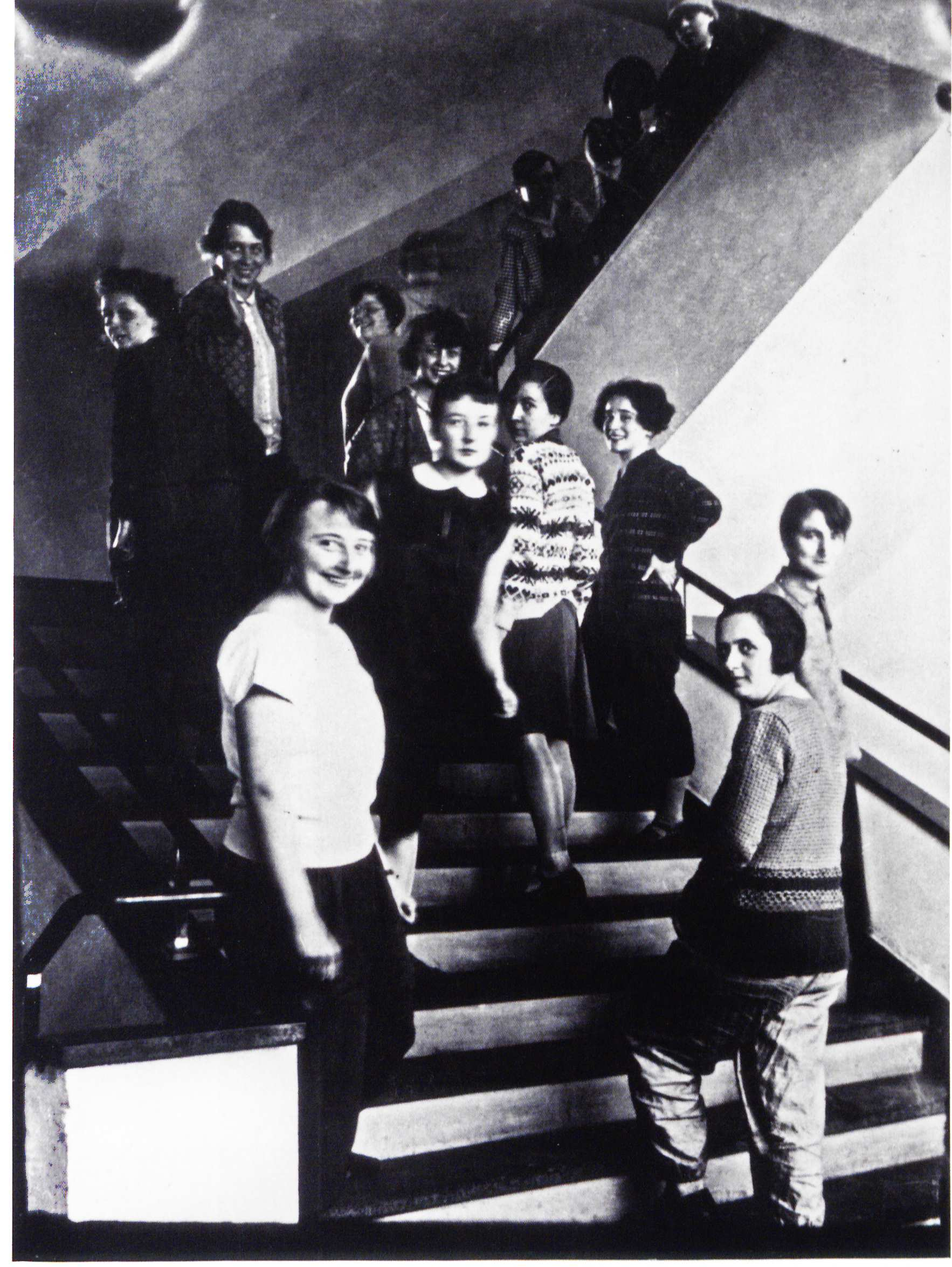
Alumnas de la clase de tejido en las escaleras de la Bauhaus, 1927

La Bauhaus fue vista como una institución académica progresista, ya que declaró la igualdad entre los sexos y aceptó estudiantes masculinos y femeninos en sus programas. Durante una época en la que a las mujeres se les negó la entrada a las academias de arte formales, la Bauhaus les brindó un nivel sin precedentes de oportunidades tanto para la educación como para el desarrollo artístico, aunque generalmente solo en el tejido y otros campos considerados apropiados para las mujeres en ese momento.
La Bauhaus fue fundada por el arquitecto Walter Gropius en 1919 y estuvo en funcionamiento hasta 1933. El principal objetivo de la escuela era la unificación de las artes. La Bauhaus enseñó una combinación de bellas artes, artesanía y artes industriales, y teoría del diseño con el fin de producir artistas que estuvieran equipados para crear obras prácticas y estéticamente agradables para atender a un mundo cada vez más industrializado. La escuela tuvo un impacto significativo en el desarrollo del arte, la arquitectura, el diseño gráfico, el diseño de interiores, el diseño industrial y la tipografía.

## Breve historia de la Bauhaus
Al inicio de la Bauhaus, la escuela estaba ubicada en la ciudad de Weimar. En su año inaugural, se postularon más estudiantes mujeres que estudiantes varones. Los estudiantes aceptados provenían de diversos antecedentes socioeconómicos y educativos.
El plan de estudios comenzó con una introducción técnica a las artes a través de un estudio de materiales, teoría del color y relaciones formales destinadas a preparar a los estudiantes para sus estudios posteriores en programas especializados.
Inicialmente, la mayoría de las estudiantes se especializaban en las disciplinas del tejido o la cerámica. Sin embargo, a medida que avanzaba la Bauhaus, se alentó a las estudiantes a especializarse en otros programas también. Este cambio fue facilitado principalmente por el artista húngaro radical, László Moholy-Nagy, quien se convirtió en parte de la administración de la Bauhaus en 1923.
En 1925, la Bauhaus se trasladó a Dessau, donde Gropius diseñó un nuevo edificio para la escuela que encarnaba la teoría del diseño fundamental de la Bauhaus. En 1928, Gropius dejó el cargo de director y fue sucedido por el arquitecto Hannes Meyer.
Unos años más tarde, el gobierno municipal cada vez más conservador obligó a Meyer a renunciar y lo reemplazó con Ludwig Mies van der Rohe. En 1932, la escuela se trasladó nuevamente a Berlín.
Debido a los cambios de ubicación y liderazgo, los objetivos artísticos y políticos de la escuela Bauhaus cambiaron continuamente, lo que contribuyó a la inestabilidad financiera de la escuela. Debido a la creciente presión política del gobierno nazi antimodernista, la Bauhaus cerró sus puertas en 1933.

## Algunas artistas femeninas clave
Anni Albers creció en una familia acomodada y se interesó por las artes visuales a una edad temprana. Produjo muchos de sus propios dibujos y pinturas, mientras estudiaba con el artista impresionista Martin Brandenburg. A pesar de las opiniones tradicionales de su familia, dejó la vida doméstica para seguir una carrera en el arte. Albers asistió a la Bauhaus cuando era una joven estudiante en 1922, donde se especializó en tejido. En su carrera, fusionó con éxito la artesanía textil con la producción industrial y el diseño modernista abstracto, lo que trajo unidad a las tres áreas. Albers murió el 9 de mayo de 1994.

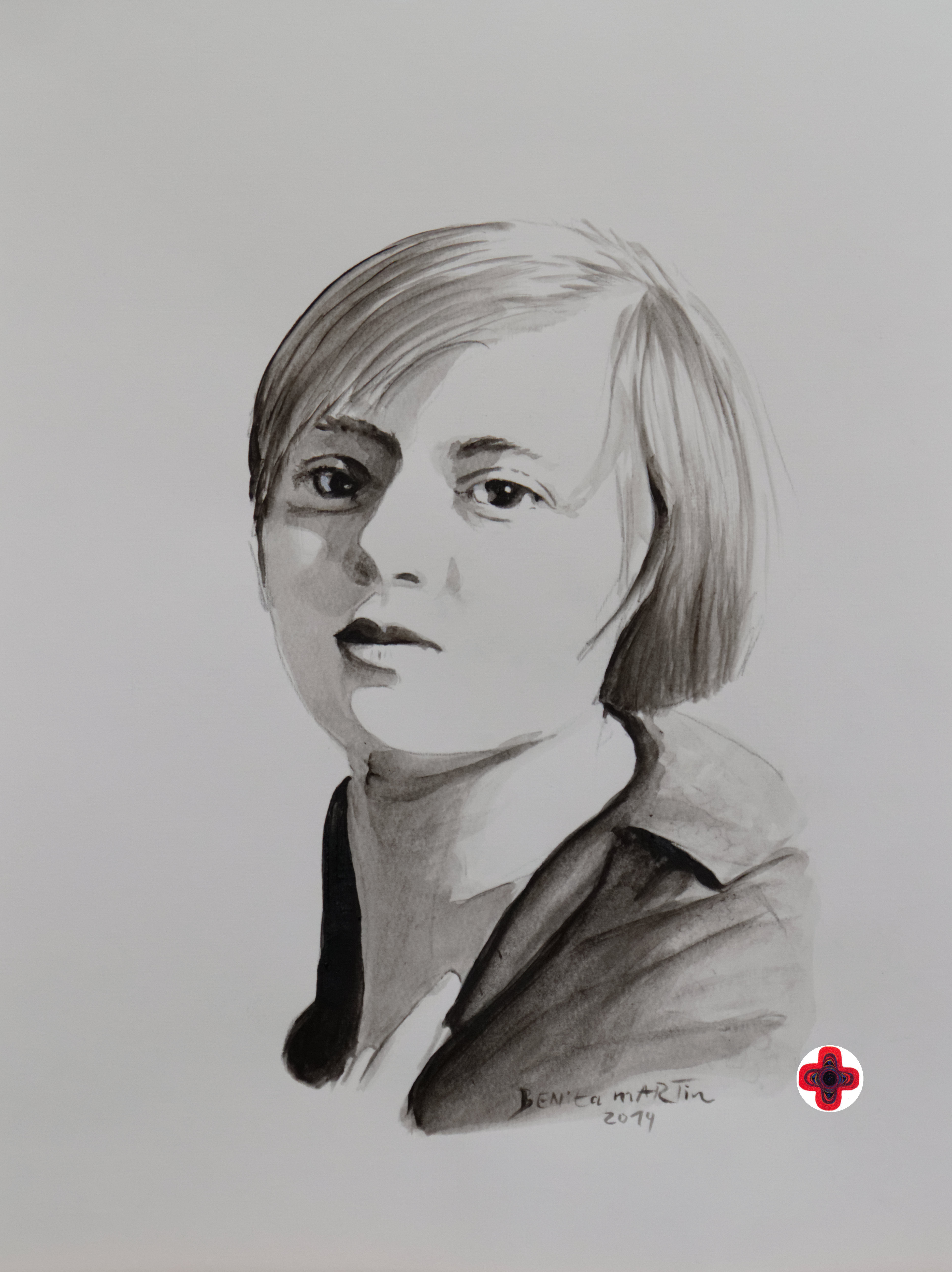
Retrato de Marianne Brandt

La pintora Marianne Brandt se convirtió en la primera mujer admitida en el programa de metalurgia de la Bauhaus. Brandt estudió con Moholy-Nagy y finalmente fue nombrado asistente de taller. Brandt terminó sucediendo a Moholy-Nagy como director de estudio del taller en 1928. Sus diseños industriales para objetos domésticos han sido reconocidos como expresiones icónicas de la estética Bauhaus.
Alma Siedhoff-Buscher asistió a la Bauhaus de 1922 a 1925, donde estudió escultura y teoría del color con Josef Hartwig y Paul Klee. Finalmente, Buscher se convirtió en un exitosa diseñadora de juguetes. Sus trabajos más exitosos incluyeron una línea de muñecas. Buscher murió el 25 de septiembre de 1944 en un bombardeo cerca de Frankfurt.
Friedl Dicker asistió a la Bauhaus de 1919 a 1923, donde participó en los talleres de diseño textil, grabado, encuadernación y tipografía. Dicker se destacó en la escuela, así como en su carrera profesional. Tuvo especial éxito en los campos de la pintura, la joyería y el diseño de vestuario, así como en el diseño de interiores. Dicker murió el 9 de octubre de 1944 en el campo de concentración de Auschwitz.
Ilse Fehling comenzó a asistir a la Bauhaus en 1920, donde estudió en los talleres de escultura, pintura y teatro. Fehling era la única escultora de la escuela. Aunque nunca se graduó de la Bauhaus, tuvo una carrera exitosa, ya que ganó fama por sus diseños escénicos y de vestuario para teatros y películas. Desarrolló un diseño de escenario circular, que fue patentado en 1922.
Marguerite Friedlaender-Wildenhain fue la primera maestra de alfarería alemana en completar su examen de aprendizaje. Estableció un exitoso taller en Ámsterdam antes de partir hacia los Estados Unidos en los años 1940. Luego logró una exitosa carrera en California.
Gertrud Grunow desarrolló teorías sobre la relación entre sonido, color y movimiento. Grunow enseñó en la Bauhaus de 1919 a 1923, donde impartió clases de danza, música y "armonización práctica". Inicialmente fue empleada como maestra asistente, pero finalmente se convirtió en la única maestra de forma femenina en la escuela. Murió antes del finde la guerra, el 11 de junio de 1944.
Dörte Helm estudió en la Kunsthochschule Kassel, la Escuela de Arte Gran Ducal Sajón, Weimar y asistió en 1919 a la Bauhaus, donde fue aprendiz en el taller de murales y textiles. En 1922 aprobó el examen de oficial como pintora decorativa frente a la Cámara de Artesanía de Weimar. En 1921 participó en el proyecto de: Haus Sommerfeld de Gropius, realizó una cortina de aplicación y trabajó como consultora en el diseño de interiores. 1922/1923 trabajó en el taller de tejido y en 1923 en el encargo expositivo de la exposición Bauhaus, a la que contribuyó con un biombo textil de cuatro partes y un tapiz geométrico. Trabaja desde 1924 en Rostock y desde 1932 en Hamburgo. A partir de 1933, la Ley de la Cámara de Cultura del Reich le prohibió trabajar profesionalmente debido a su condición de "mitad judía", pero continuó con su trabajo literario bajo un seudónimo. Murió el 24 de febrero de 1941 en Hamburgo.
Florence Henri asistió al principio a la Bauhaus, donde estudió en el taller de pintura. Sin embargo, se inscribió en un curso de fotografía de verano impartido por Moholy-Nagy. En 1928, Henri dejó de pintar y dejó la escuela. Finalmente estableció un exitoso estudio de fotografía en París. En su carrera, Henri se centró principalmente en la fotografía de vanguardia.
La ceramista Grete Heymann-Loebenstein llegó a la Bauhaus con una educación previa en las artes y finalmente encontró el éxito profesional. En 1923, estableció los Talleres Hael de Cerámica Artística, que era un negocio muy lucrativo, hasta su cierre forzoso y venta en 1933. Finalmente, se mudó a Inglaterra, donde continuó produciendo cerámicas y pinturas, que fueron elogiadas en el Londres de la posguerra.
La artista textil holandesa Kitty van der Mijll Dekker estudió en la Bauhaus desde 1929 hasta 1932. Murió el 6 de diciembre de 2004. Su diseño de 1935 para un paño de cocina todavía se está produciendo para el TextielMuseum en Tilburg.
Por su parte, Lucia Moholy se formó como fotógrafa y capturó muchas imágenes que son esenciales para la historia documentada de la Bauhaus. También fue esposa del maestro, László Moholy-Nagy. Durante su carrera, ella y su esposo experimentan con diferentes procesos en el cuarto oscuro, como el fotograma.
Lilly Reich tenía experiencia previa trabajando con bordados y diseñó una variedad de ropa y muebles. En 1932, se le pidió que enseñara en la Bauhaus y dirigiera el taller de diseño de interiores. Aunque la Bauhaus se cerró poco después, Reich continuó teniendo una exitosa carrera como diseñador de interiores.

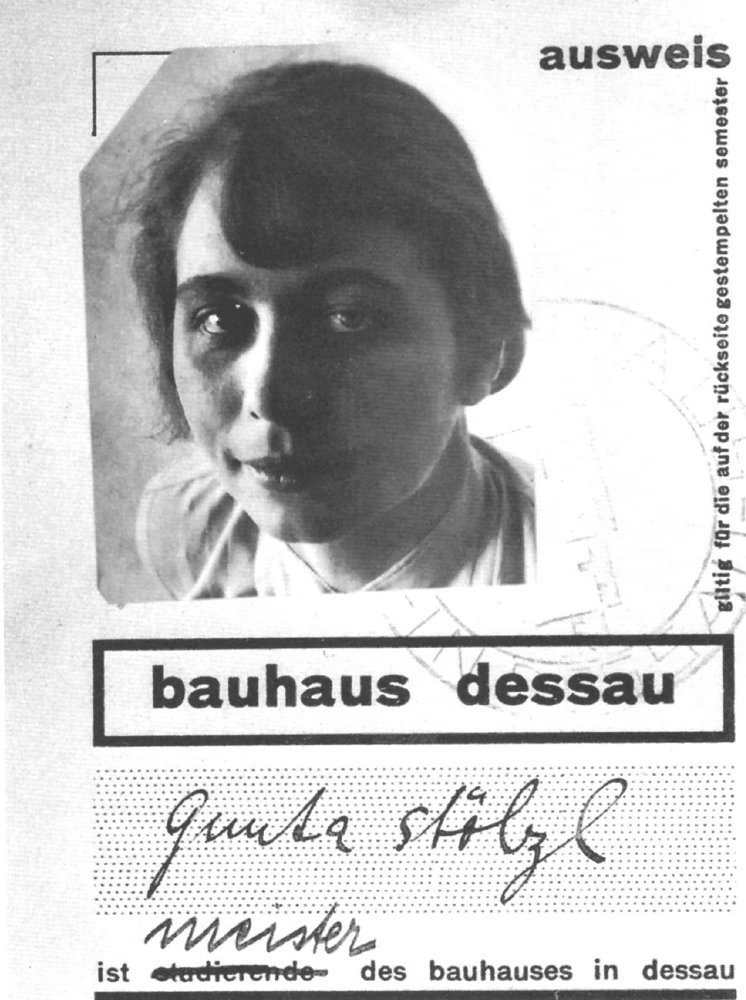
Gunta Stölzl

La pintora Lou Scheper asistió a la Bauhaus en 1920. Estudió pintura mural en la escuela y desarrolló una larga carrera como pintora, ilustradora de libros para niños y diseñadora arquitectónica. También continuó en los campos del diseño teatral, la ilustración y la teoría del color después de dejar la escuela en 1922.
Grete Stern asistió a la Bauhaus de 1930 a 1933, donde estudió y luego enseñó fotografía. Más adelante en su carrera, estableció una práctica de fotografía con su compañera fotógrafa de la Bauhaus, Ellen Rosenberg. Debido al clima político de la Alemania Nazi, Stern emigró a Argentina.
Gunta Stölzl asistió a la Bauhaus, donde estudió tejido y textiles. Después de graduarse de su programa, Stölzl regresó para dirigir el taller de tejido en 1926. Se convirtió en la primera jefa oficial de departamento y fue la única maestra en la escuela. Stölzl jugó un papel crucial en el desarrollo del taller de tejido de la escuela, ya que se centró en diseñar y tejer textiles abstractos para uso comercial e industrial.

Beatriz O. Gautier fue integrante de la Bauhaus. De padre mexicano y madre francesa, emigró desde Francia a Alemania para estudiar en la Bauhaus. arquitecta de profesión por la Sorbona, Gautier adaptó el lenguaje de la Bauhaus al diseño industrial, sobretodo en proyectos del paisaje y artefactuales. Regresó a México por la tensa situación en Europa y continuó su vida como diseñadora, catedrática y dramaturga,  trabajando junto con Martha Arellano en la creación de escenografías.

## Controversias
Aunque la escuela fue elogiada por su enfoque más progresista de la igualdad de género, algunos critican la reputación de la escuela y afirman que muchas de sus miembros femeninas pasaron desapercibidas durante y después de la corta existencia de la escuela. Otros afirman que aunque la escuela se enfrentó a ideas progresistas de igualdad de género, su administración se basó en los ideales del pasado y en la misoginia. En el caso de Gertrud Arndt, ella aspiraba a estudiar arquitectura, pero en cambio fue reorientada hacia el tema más doméstico o "femenino" del tejido, después de que la administración afirmó que no había clases de arquitectura disponibles para ella. De manera similar, la escuela también intentó reorientar a Benita Koch-Otte hacia temas más domésticos, pero ella perseveró en sus estudios originales y se convirtió en una figura influyente tanto en el diseño textil como en la educación artística. Sin embargo, durante sus estudios, a menudo se le animaba a renunciar a algunas de sus clases para dedicar más tiempo a la jardinería.
Otra fuente de crítica rodea la creencia de que la proclamación de la igualdad de género de Gropius "seguía siendo teórica en el campo de la enseñanza". Esto se refiere a la proporción de género en la facultad, en la que solo seis de los cuarenta y cinco miembros de la facultad eran mujeres en la ubicación de Weimar. La proporción de profesores mujeres y hombres no mejoró mucho a medida que avanzaba la escuela. Además, la disminución del número de mujeres miembros de la facultad fue paralela a la disminución de la matrícula femenina. La disminución de la matrícula femenina también se correspondió con las modificaciones de Gropius en la política de aceptación de mujeres. Debido a la afluencia inicialmente alta de estudiantes mujeres, Gropius declaró que "en el futuro previsible, solo se aceptarán en la escuela mujeres de talentos extraordinarios". Algunos argumentan que esto permitió a Gropius aceptar menos alumnas con el pretexto de reconocer el talento, lo que también contribuyó a la disminución de alumnas.
Además, también hubo críticas sobre los programas de aprendizaje que se ofrecen en la escuela. Si bien la mayoría de las estudiantes de la Bauhaus se especializaron en tejido, esta no ofrecía certificados de aprendizaje en esa área, lo que significaba que era imposible para las mujeres registrar su oficio en la Cámara de Comercio. Esto les impidió obtener títulos de maestría, lo que puso límites a las posibilidades futuras de sus carreras.

## Exposiciones

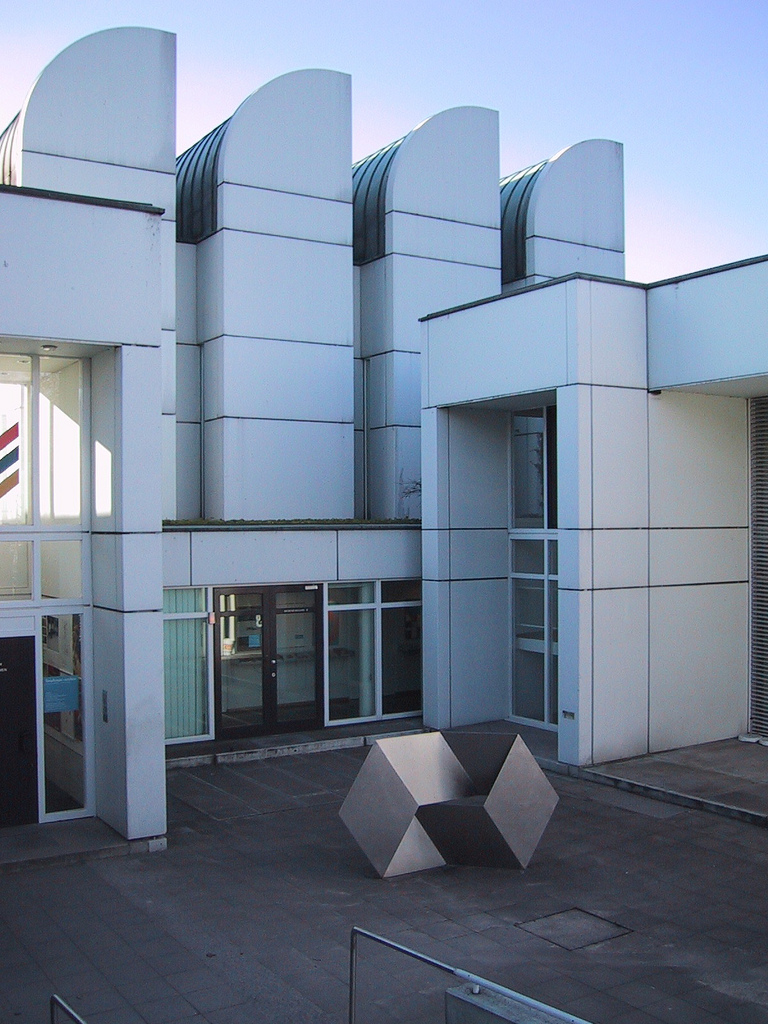
Archivo Bauhaus

El Archivo Bauhaus de Berlín ha presentando una serie de exposiciones, tituladas "Bauhaus femenina", que presentan el trabajo producido por las mujeres integrantes de la Bauhaus. La última estuvo dedicada a Gertrud Arndt y presenta trabajos de sus días como estudiante textil en la Bauhaus, así como los experimentos fotográficos que continuó en su carrera posterior. Otras artistas que han aparecido en la exposición incluyen a la diseñadora textil Benita Koch-Otte, así como a la diseñadora de teatro, Lou Scheper.

## Interés académico y publicaciones recientes
En los últimos años, se ha prestado más atención a las mujeres de la Bauhaus, ya que los académicos han seguido reconociendo sus contribuciones a las artes visuales y la cultura visual. Los principales periódicos, como The Guardian y The New York Times, han publicado recientemente artículos sobre las controversias de la Bauhaus, con críticas especiales a su reputación como institución que promovió la igualdad de género. Phaidon Press publicó recientemente un artículo en el que elogiaba a las pioneras de la Bauhaus e incluía fotografías tomadas por Gertrud Arndt. En 2009, Ulrike Müller publicó el libro Bauhaus Women: Art, Handcraft, Design, que coincidía con la exposición Bauhaus que tenía lugar en el Museo de Arte Moderno. El libro de Müller celebra a veinte mujeres miembros de la Bauhaus y analiza sus vidas, obras y legados dentro de la Bauhaus, así como dentro del contexto más amplio de la historia del arte.

## Galería

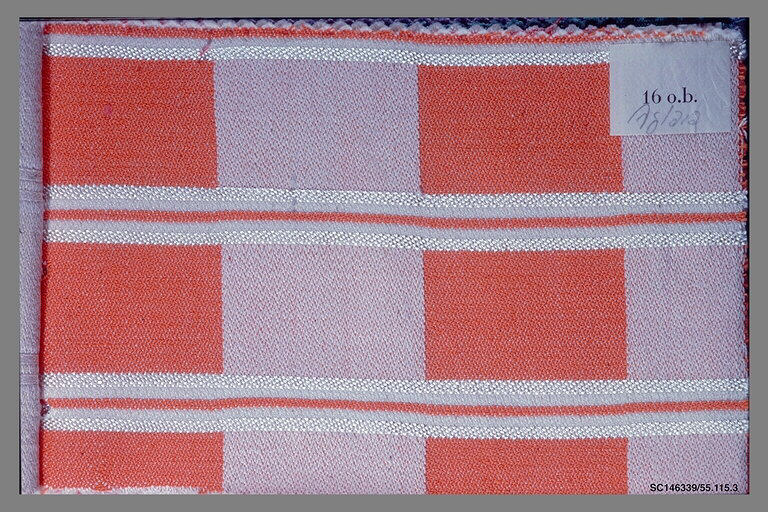
Textil de Otti Berger
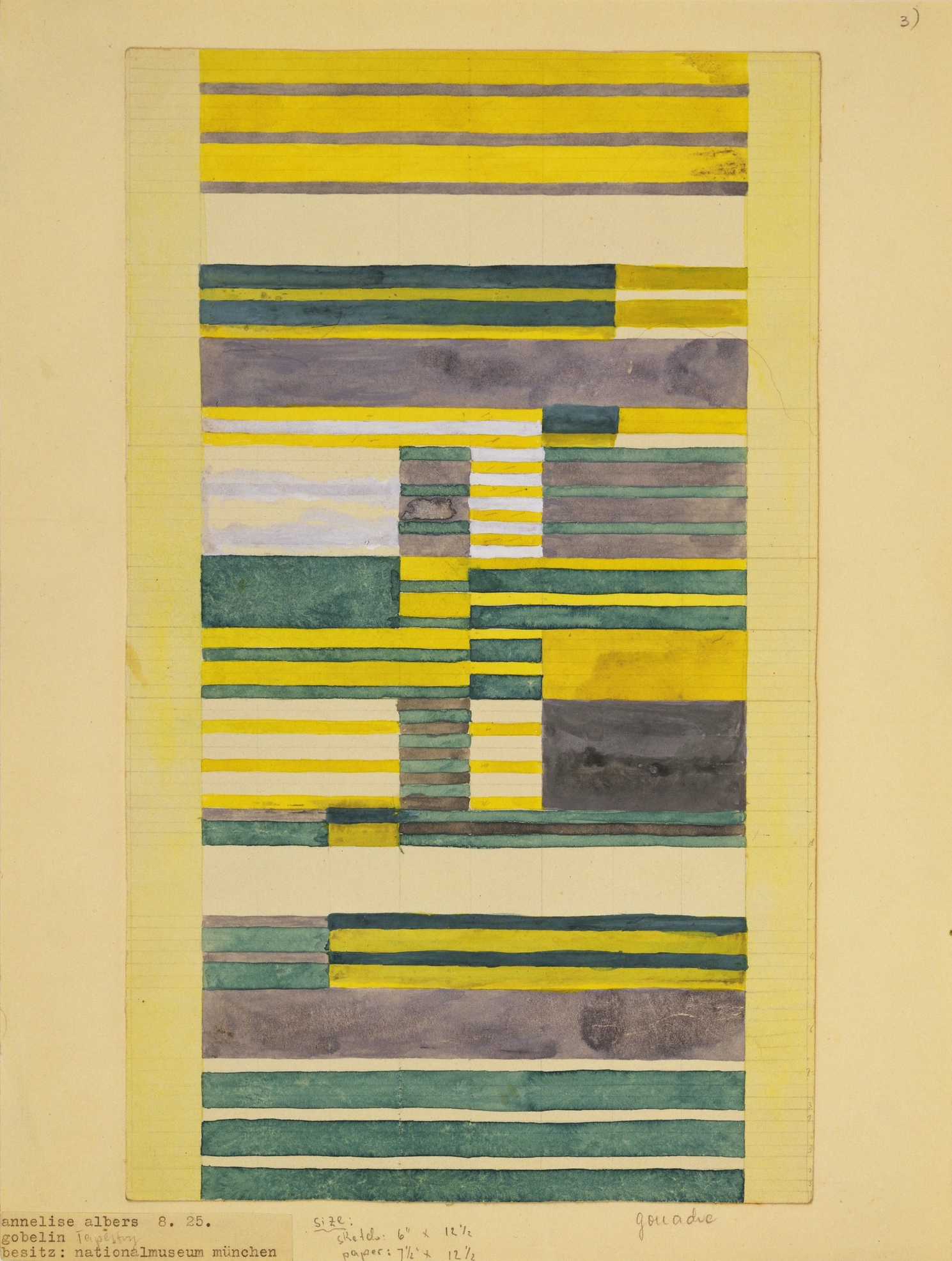
Diseño para colgar en la pared de Anni Albers, 1925
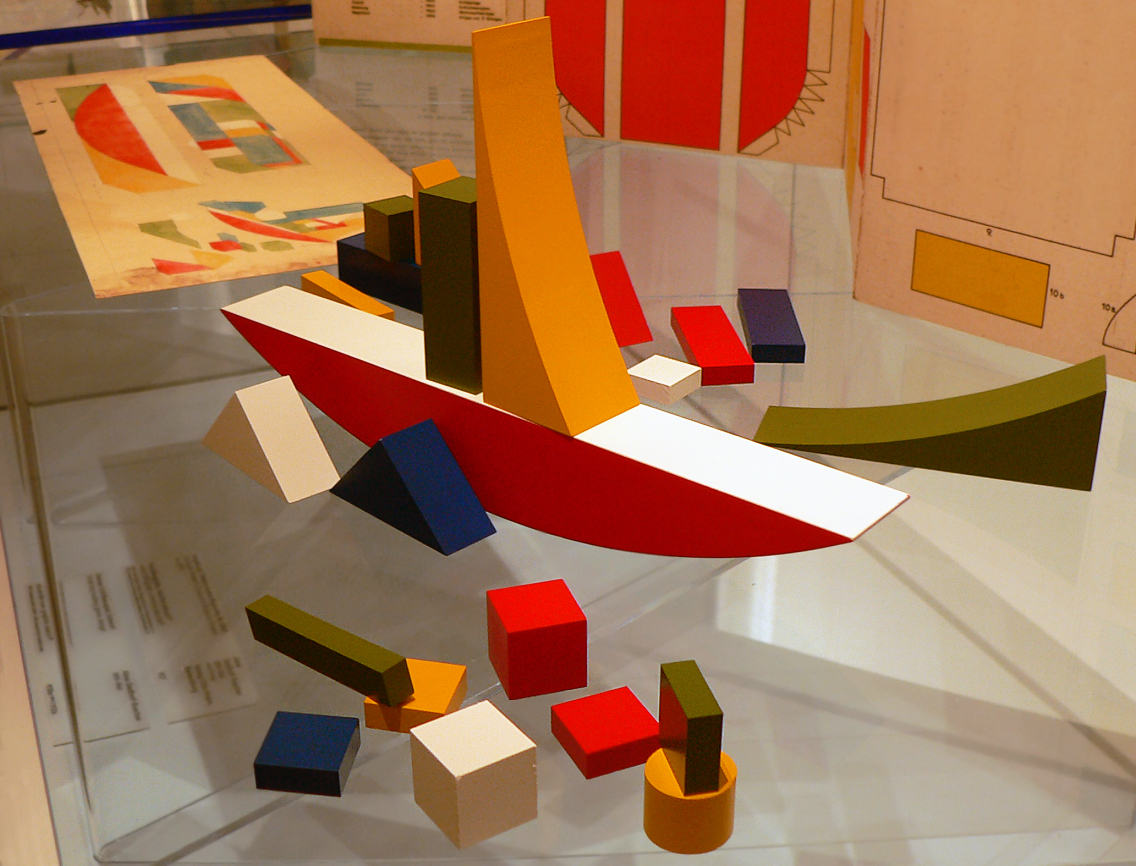
Juego de construcción naval de Alma Siedhoff Buscher
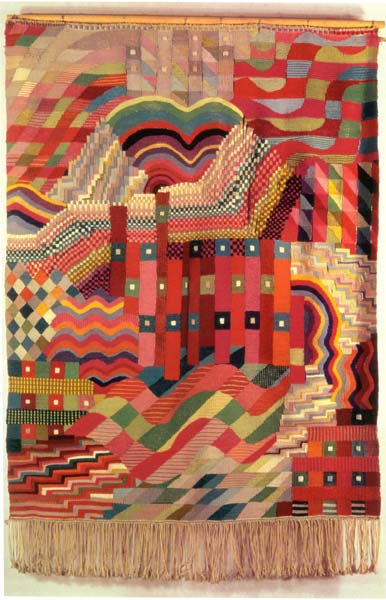
Tapiz de Gunta Stölzl
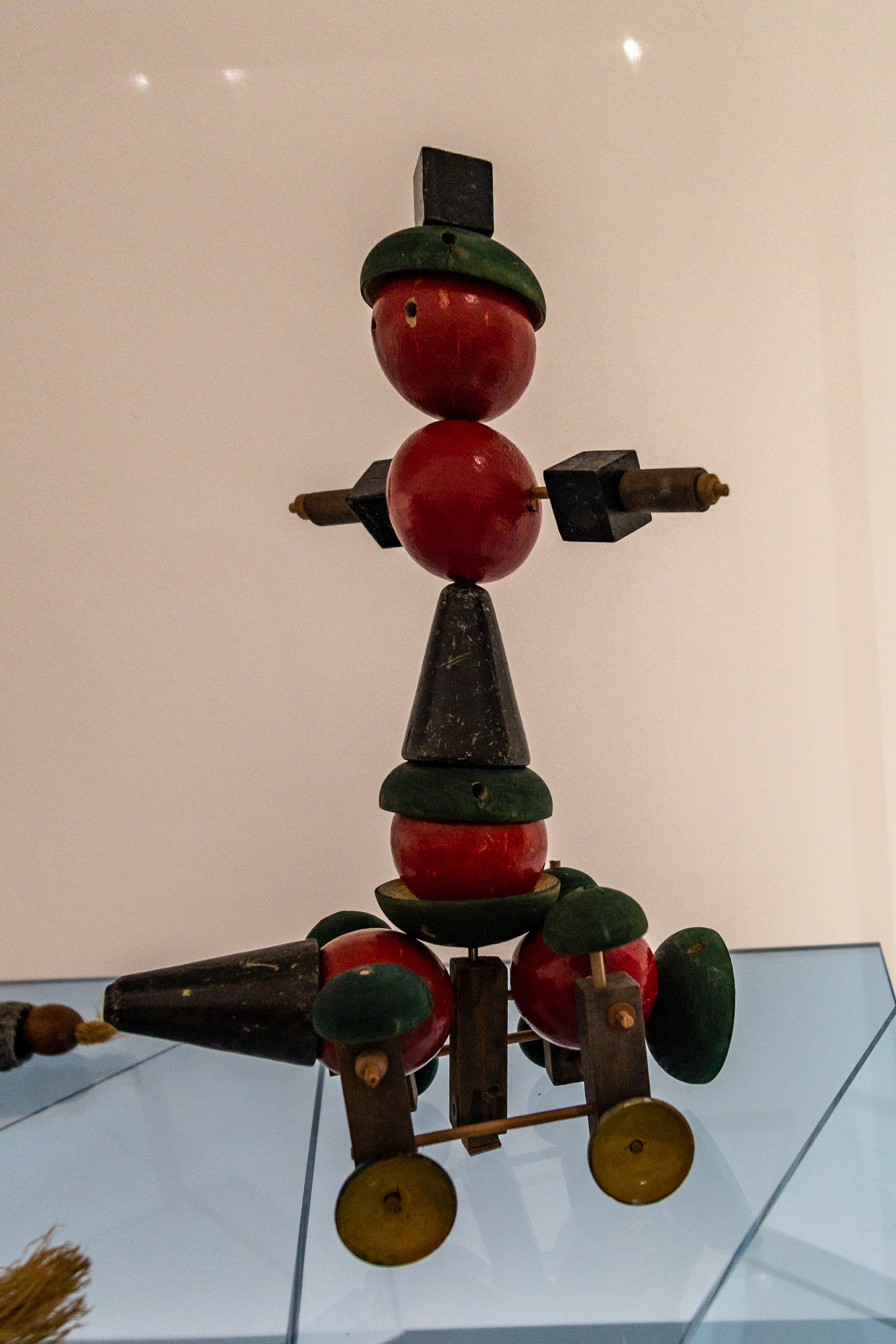
Juego de pelota de Alma Siedhoff-Buscher
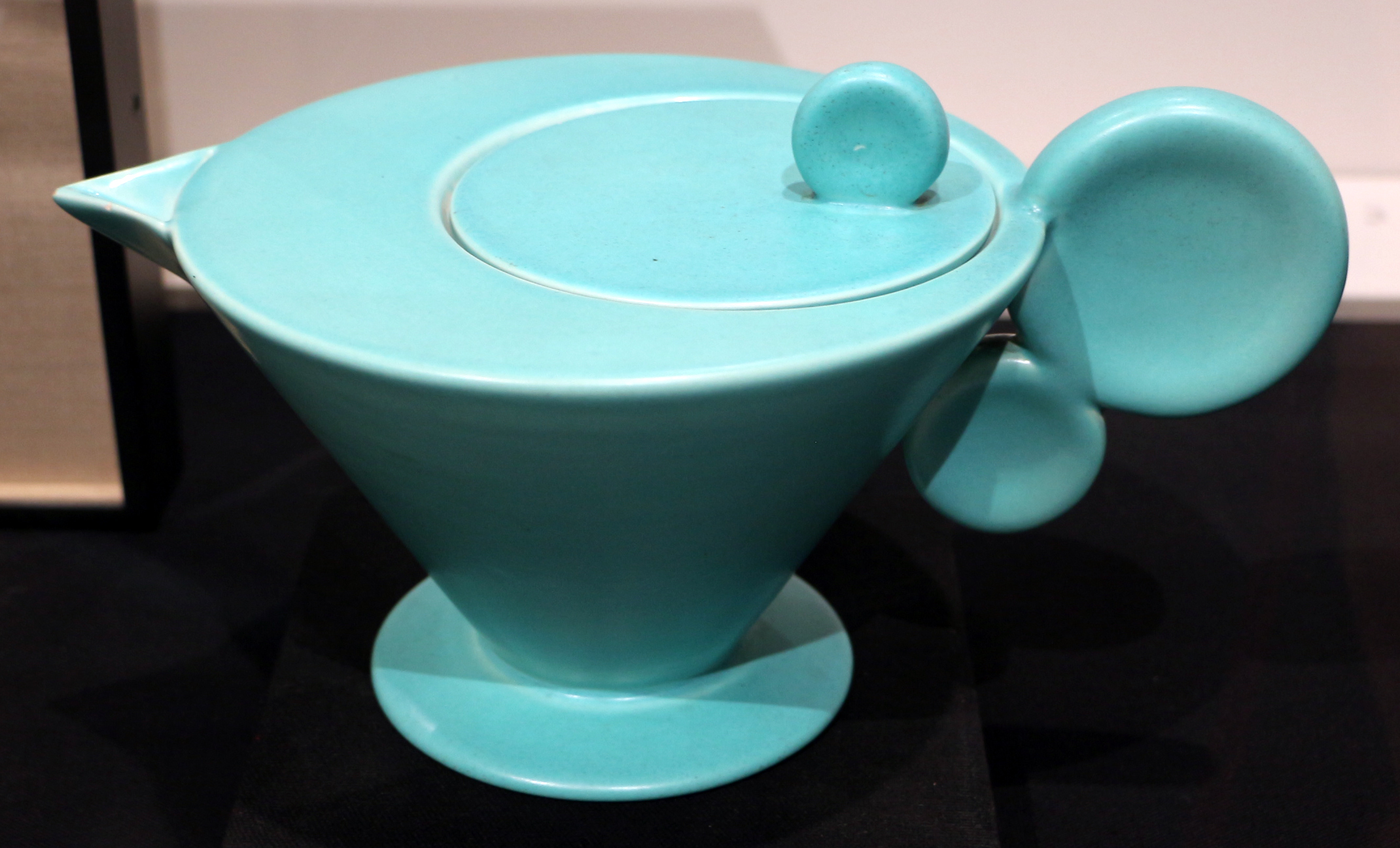
Tetera de Margarete Heymann, ca. 1930